# سوق برزان
سوق برزان يعد من الأسواق القديمة في منطقة حائل ويقع بالقرب من مسجد برزان القديم باللإضافة إلى موقع قصر برزان. بالرغم من قِدم سوق برزان فهو لا يعد من أسواق البزار، يعرض السوق السلع والبضائع بكافة أنواعها من ملابس نسائية وأطفال وعطورات وأدوات تجميل ومنتجات غذائية إلى جانب منتوجات العطارة والمفروشات ومحال بيع الأواني المنزلية. كما يعد السوق من أبرز الأسواق في المنطقة التي يقصدها الزوار والسياح وأكثرها اكتظاظا بالمتسوقين، فهي تعد الواجهة الاقتصادية للمنطقة ومقصد الكثير من التجار، ووصف سوق برزان الشعبي بأنه الأفضل بالمنطقة نظرا لتوفر الحاجيات التي تحتاجها الاسرة غالبا، ويحظى بمكانة خاصة لدى المستهلكين.